# Assassinat du mufti Bendali
 (mai 2018).
Si vous disposez d'ouvrages ou d'articles de référence ou si vous connaissez des sites web de qualité traitant du thème abordé ici, merci de compléter l'article en donnant les références utiles à sa vérifiabilité et en les liant à la section « Notes et références ».
L'assassinat de Bendali Mahmoud, le grand mufti d'Alger est un assassinat perpétré le 2 août 1936, à Alger.

## Déroulement des faits
Le 2 août 1936, à 9h30, le grand mufti d'Alger, Bendali Mahmoud dit Kahoul, qui descendait la rue de la Lyre pour rejoindre la mosquée est accosté par deux personnes, le plus jeune l'embrasse sur la tête alors que son compagnon lui plonge un couteau en plein cœur, le tuant. Il avait 68 ans.

## Contexte
À suite des élections législatives d'avril 1936 remportés par le Front populaire, Léon Blum devient président du Conseil, c'est le premier gouvernement à dominante socialiste de la IIIe République.
En juillet 1936, une délégation conduite par le docteur Bendjelloul, comprenant élus, oulémas et communistes, est reçue à Paris et remet une charte revendicatrice au gouvernement français, l'annulation des lois d'exception (code de l'indigénat). 
Le projet Violette (gouvernement du Front populaire) propose la constitution, au sein du collège unique, d'un électorat algérien d'une vingtaine de milliers d'électeurs triés sur le volet -soit moins de 10% du nombre des électeurs européens-.

## Enquête
Dans le courant de la journée une quinzaine de personnes présentes à la rue de la Lyre au moment du crime sont arrêtées. L'enquête permet de remonter jusqu'à Chaïr Mohamed Ben Ali dit Akacha, 34 ans peintre en bâtiments, plusieurs fois condamné pour meurtre, agression et vols. Il justifie son crime en déclarant que le chef religieux était en contradiction avec la véritable religion musulmane. Chaïr Mohamed Ben Ali avait recruté, dans une gargote de la rue Barberousse, Mohara Ali Ben Saïd, 21 ans, garçon de café; Oussaïden Belkacem Ben Saïd, 24 ans, marchand de brochettes, et Boukert Arezki Ben Hassen, 34 ans. Le 8 août les présumés assassins sont présentés à M. Vaillant, doyen des juges d'instruction devant lequel  Chaïr Mohamed assure qu'il n'est qu'un exécutant agissant pour le compte de Cheikh El Okbi qui lui aurait promis, en présence de Abbas Terki Mohamed-Ouali, trente mille francs pour ce forfait.

## Procès et verdict
Dans sa plaidoirie M. le bâtonnier l'admiral doyen du barreau d'Alger, avocat d'El Okbi, rappelle les souffrances endurées par son client accusé sans preuves, après les rétractations d'Akacha, ni mobile. Il met en avant l'amour de son client pour la France. Le second avocat d'El Okbi, Me Déroulède, jette d'abord un coup d'œil critique sur la politique indigène et ajoute que le jour même du crime, à 15h, Abderahmane Bendali, fils de la victime, s'était rendu chez le juge d'instruction pour accuser El Okbi  et l'influence qu'aurait eu cette nouvelle sur Akacha que les noms donnés par ce dernier lui ont été soufflés par d'autres, qu'Akacha a été battu. Et en s'adressant aux juges conclut: « Vous ne pouvez pas avoir compris, vous ne pouvez pas ne pas être édifiés ». Pour finir Me Serna, avocat de Abbas Terki, brosse le portrait de son client : un modèle des vertus familiales, un père de neuf enfants dont sept vont à l'école française et un pur croyant.   
Une fois les plaidoiries terminées, la parole est donnée aux accusés. Akacha, Mohara et Boukert clament leur innocence, alors qu'El Okbi et Terki n'ont rien à dire. Après délibération, le verdict tombe : Akacha et Mohara sont condamnés au bagne perpétuel et Boukert à vingt ans de travaux forcés. El Okbi et Abbas Terki sont acquittés.

## Les hypothèses de complot
Tayeb El Okbi voit dans cette affaire une machination dont les possibles auteurs  sont MM. Michel (SG préfecture) ou M. Mirante (directeur des affaires indigènes). Une machination de l’Administration visant à déconsidérer le cheikh, et à travers lui à compromettre le Congrès musulman. La Sûreté qui, selon M. Bouderba a torturé le présumé assassin pour qu’il s’accuse lui-même et qu’il accuse El Okbi. Pour Mohammed Lebjaoui, le cheikh El Okbi est bien l’instigateur du crime, exécuté par « un petit commando » de ses fidèles admirateurs. 

## Dans la culture populaire

### Littérature
Albert Camus, jeune journaliste à Alger Républicain, chargé de couvrir les procès politiques entre 1938 et 1939 s'inspire des nombreux personnages pittoresques qui défilent à l'occasion de ce procès retentissant pour son roman L'étranger .